# イグナイター
イグナイター（英: Igniter）は、点火装置全般を示す名称である。

## エンジンの点火装置
火花点火内燃機関においては点火装置を構成する部品のうち、イグニッションコイルへの一次電圧をトランジスタによって制御する電気回路部品を指す。ポイント（接点）式のディストリビューター（分配器）やマグネトーにおけるコンタクトブレーカーの断接機能をトランジスタを用いた電気回路に置き換えた物であり、イグニッションコイルをはじめとするシステムの基本原理はポイント式と同じである。ポイント式で課題とされていた機械的な電気接点の摩耗や焼損を排除、あるいは軽減することができる。トランジスタのコレクタ電流をイグニッションコイルの一次電流とし、トランジスタにベース電流を流すことで一次電圧がかかるが、ベース電流の断接をホール素子などを利用した機構で行い、機械的な電気接点を排したものをフル・トランジスタ式、ベース電流を機械的な電気接点で断接するものをセミ・トランジスタ式と言う。セミ・トランジスタ式ではコンタクトブレーカーと同様に接点同士が接触を繰り返すため摩耗は発生しうるが、接点を通過する電流が小さいため焼損は少なくなる。
自動車ではポイント式ディストリビューターからイグナイター式へと変遷したのち、ディストリビューターとプラグコードを必要としないダイレクトイグニッションへの移行が進んでいった。オートバイではポイント式マグネトーからイグナイター式へと変遷し、キャパシター・ディスチャージド・イグニッション(CDI)への移行が進んでいった。オートバイの場合、厳密にはトランジスタ式点火としてCDIとは区別されていて、CDIではイグニッションコイルの一次電圧をコンデンサーの蓄電圧で発生させる点が異なる。

## 放電ランプの点灯装置
HIDランプの発光管内部へ放電を開始するきっかけを与える装置をイグナイターと呼ぶ。HIDランプでは水銀蒸気やメタルハライド蒸気の中へ熱電子を放出（放電）するが、エミッター（陰極）が低温の状態では放電が起こりにくいため、高電圧をかけて初期の放電を発生させるのがイグナイターである。電圧安定器（スタビライザ、バラストなどと呼ばれる）が組み込まれたものもある。

## ガスコンロなどの点火装置
ガスコンロや石油ストーブなどの着火装置としてイグナイターが使われることがある。カセットコンロはほとんど圧電素子だが、電池を入れて使うタイプの機器にはイグナイターが使われている。